# Cuverville (Calvados)
 Cuverville  es una población y comuna francesa, situada en la región de Baja Normandía, departamento de Calvados, en el distrito de Caen y cantón de Troarn.

## Demografía
| 273 | 441 | 517 | 1044 | 1314 | 1779 |
| Para los censos de 1962 a 1999 la población legal corresponde a la población sin duplicidades (Fuente: INSEE [Consultar]) |     |     |      |      |      |